# Onklou
Onklou è un arrondissement del Benin situato nella città di Djougou (dipartimento di Donga) con 16.796 abitanti (dato 2006).